# Faustverleihung 2011
Die sechste Verleihung des Deutschen Theaterpreises Der Faust fand am 5. November in der Oper Frankfurt in Frankfurt am Main statt. Kooperationspartner beim Deutschen Theaterpreis sind der Deutsche Bühnenverein, die Kulturstiftung der Länder und die Deutsche Akademie der Darstellenden Künste. Kooperierendes Bundesland 2011 war Hessen.

## Kategorien
- Beste Regie im Schauspiel: Stephan Kimmig, „Kinder der Sonne“, Deutsches Theater Berlin
- Beste darstellerische Leistung im Schauspiel: Martin Wuttke, Jacques Duval in „Schmeiß Dein Ego weg!“, Volksbühne am Rosa-Luxemburg-Platz Berlin
- Beste Regie im Musiktheater: Benedikt von Peter, „Intolleranza 1960“, Staatsoper Hannover
- Beste Sängerdarstellerleistung im Musiktheater: Claudia Barainsky, Medea in „Medea“, Oper Frankfurt – Koproduktion mit der Wiener Staatsoper
- Beste Choreographie: Christian Spuck, „Poppea//Poppea“, Theaterhaus Stuttgart – Gauthier Dance
- Beste darstellerische Leistung im Tanz: Giuseppe Spota, Blaubart in „Blaubarts Geheimnis“, Hessisches Staatstheater Wiesbaden
- Beste Regie Kinder- und Jugendtheater: Neco Çelik, „Gegen die Wand“, Junge Oper Stuttgart
- Beste Ausstattung Kostüm/Bühne: Johannes Schütz – Gesamtausstattung „Das Werk/Im Bus/Ein Sturz“, Schauspiel Köln
- Lebenswerk: Wolfgang Engel
- Preis des Präsidenten: Erika Fischer-Lichte für ihre international bedeutenden Positionsbestimmungen der Theaterwissenschaft

## Einzelbelege
1. ↑  Deutscher Theaterpreis DER FAUST 2011, Deutscher Bühnenverein.